# Resedaceae
Le Resedacee (Resedaceae Martinov) sono una famiglia di piante eudicotiledoni, generalmente erbacee, dell'ordine Brassicales.

## Descrizione
La famiglia comprende piante annuali, biennali e perenni.
Presentano fiori solitamente zigomorfi.

## Distribuzione e habitat
La famiglia è distribuita nelle zone a clima temperato o subtropicale dell'Europa, dell'Asia occidentale, del Medio Oriente, del nord America, e dell'Africa Meridionale.

## Tassonomia
La classificazione APG inserisce le Resedaceae nell'ordine Brassicales; nel sistema Cronquist, esse erano classificate nell'ordine Capparales.
Secondo la classificazione APG IV la famiglia comprende i seguenti generi:
- Borthwickia W.W.Sm.
- Caylusea A.St.-Hil.
- Forchhammeria Liebm.
- Ochradenus Delile
- Ochradiscus S.Blanco & C.E.Wetzel
- Oligomeris Cambess.
- Randonia Coss.
- Reseda Tourn. ex L.
- Sesamoides Ortega
- Stixis Lour.
- Tirania Pierre

Alcuni di questi generi (Borthwickia, Forchhammeria, Stixis, Tirania) erano classificati nella famiglia Capparaceae fino alla classificazione APG IV.